# テディ・ヤローズ
テディ・ヤローズ（Teddy Yarosz、1910年6月24日 - 1974年3月29日）は、アメリカ合衆国の元プロボクサー。元ニューヨーク州公認世界ミドル級チャンピオン。技巧派ボクサー。

## 略歴
ペンシルバニア州ピッツバーグ生まれ。若くしてボクシングに親しむ。
1933年、ビンス・ダンディーにノンタイトル戦で2度勝利。1934年9月、ダンディーを判定に下してニューヨーク州公認世界ミドル級チャンピオンとなる。
1935年9月19日、エディ・リスコに敗れ王座を去った。

## 通算戦績
127戦106勝（17KO）18敗3引分け